# Кардава, Цаца Антоновна
Цаца Антоновна Кардава (груз. კარდავა ცაცა ანტონოვნა; 1913—1987) — советский передовик производства в сельском хозяйстве, Депутат Верховного Совета Грузинской ССР (1955—1974). Герой Социалистического Труда (1971).

## Биография
Родилась 26 мая 1913 года в селе Моква, Сухумского округа Кутаисской
губернии в грузинской крестьянской семье.
С раннего детства Ц. А. Кардава воспитывалась в селе Кочара в семье удочерившей её тётки со стороны отца.
С началом коллективизации сельского хозяйства в Абхазской АССР в начале 30-х годов Ц. А. Кардава, ставшая одной из первых комсомолок села Кочара, начала свою трудовую деятельность вступив обычной колхозницей в колхоз имени И. В. Сталина Очамчирского района и участвовала в закладке первых чайных плантаций, первый урожай чая с которых, колхозники собрали в 1935 году.
Ц. А. Кардава явилась передовиком в сборе чайного листа и вскоре возглавила
комсомольско-молодёжную бригаду чаеводов колхоза имени И. В. Сталина Очамчирского района.
22 марта 1936 года «за выдающиеся трудовые показатели и в связи с 15-
летней годовщиной образования Грузинской ССР» Указом Президиума Верховного Совета СССР Цаца Антоновна Кардава была награждена Орденом Знак Почёта.
Ц. А. Кардава была постоянной участницей Всесоюзной
сельскохозяйственной выставки СССР, в 1939 году за высокие показатели своей продукции была удостоена Большой золотой медали ВСХВ.
В период и после Великой Отечественной войны Ц. А. Кардава продолжала плодотворно трудиться повышая свои трудовые показатели и перевыполняя государственный план.
2 апреля 1966 года «за выдающиеся трудовые показатели и по итогам работы в 7-й семилетке (1959—1965)» Указом Президиума Верховного Совета СССР Цаца Антоновна Кардава была награждена Орденом Ленина.
Ц. А. Кардава в заключительный период восьмой пятилетки (1966—1970) собрала 8,5 тонн чайного листа.
8 апреля 1971 года Указом Президиума Верховного Совета СССР «за выдающиеся успехи, достигнутые в развитии сельскохозяйственного производства и выполнении пятилетнего плана продажи государству продуктов земледелия и животноводства» Цаца Антоновна Кардава была удостоена звания Героя Социалистического Труда с вручением Ордена Ленина и золотой медали «Серп и Молот».
За 60 лет работы в колхозе и до выхода на пенсию в 1992 году Ц. А. Кардава собрала около 400 тонн чайного листа, активно участвовала в движении наставничества. В 1975 и в 1980 годы за выдающиеся трудовые и общественные достижения награждалась Орденом Трудового Красного Знамени и Орденом Дружбы народов.
Помимо основной деятельности Ц. А. Кардава избиралась депутатом Верховного Совета Грузинской ССР и Абхазской АССР в течение пяти созывов (1955—1974), была делегатом XIII (1937) и XV (1940) съездов КП Грузии, III Всесоюзного съезда колхозников (1969).
Скончалась 13 января 1987 года, похоронена в селе Кочара.

## Награды
- Медаль «Серп и Молот» (4.03.1982)
- Два Ордена Ленина (02.04.1966, 08.04.1971)
- Орден Трудового Красного Знамени (14.02.1975)
- Орден Дружбы народов (05.03.1980)
- Орден Знак Почёта (22.03.1936)
- Медаль «За доблестный труд в Великой Отечественной войне 1941—1945 гг.»
- Большая золотая медаль ВСХВ (1939)
- Почётные грамоты Верховного Совета ГCСР и АССР